# Studniska (Kotlina Żywiecka)
Studniska (460 m n.p.m.) – wzgórze na Kotlinie Żywieckiej, znajdujące się na granicy wsi Lipowa i Pietrzykowice w województwie śląskim, w powiecie żywieckim, pod względem geograficznym na Kotlinie Żywieckiej.
Studniska znajdują się po północnej stronie drogi z Lipowej do Żywca. Jest to kopulaste wzniesienie o prawie płaskiej platformie szczytowej, w całości pokryte polami uprawnymi. Dzięki otwartym terenom jest to dobry punkt widokowy na Kotlinę Żywiecką i wznoszące się nad nią góry Beskidu Śląskiego, Beskidu Małego i Beskidu Żywieckiego.